# Emily Blackwell
Emily Blackwell (8 octobre 1826 – 7 septembre 1910) est la deuxième femme à devenir docteur en médecine à l'université Case Western Reserve, et la troisième femme aux États-Unis.

## Biographie
Blackwell est née en 1826 à Bristol, Angleterre. En 1832, la famille de neuf enfants émigre aux États-Unis, à New York City et en 1837, elle s'installe près de Cincinnati. L'année suivant, son père décède alors qu'elle a 11 ans.
]

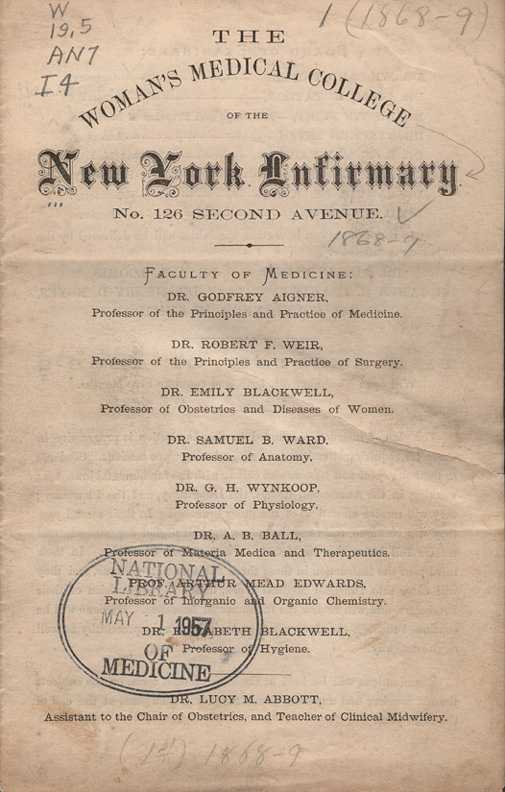
Faculté de Médecine pour femmes de New York [Annonce, 1868-69

Suivant l'exemple de sa sœur ainée, Elizabeth, Emily Blackwell commence à étudier la médecine en 1848. Elle fut d'abord rejetée par différentes écoles de médecine, dont la Geneva Medical School qui avait accepté sa sœur, avant d'être acceptée à la Western Reserve University à Hudson, dans l'Ohio. Elle sort diplômée en mars 1854 et poursuit ses études à Edimbourg, sous la supervision de James Young Simpson, à Londres avec William Jenner, puis à Paris, Berlin et Dresden en Allemagne,.
En 1856, elle s'installe à New York City et exerce dans le dispensaire de sa sœur. En 1857, les sœurs Blackwell et la Dr. Marie Zakrzewska établissent le New York Infirmary for Indigent Women and Children (en). Elle participe à la fondation de la London School of Medicine for Women, ouverte en 1874,,.
Avec la Dr. Zakrzewska, elles réussirent à récoler 50,000 dollars qu'elles proposèrent d'offrir à l'Université Harvard à la condition que leur faculté de médecine commence à accepter les femmes dans leurs programmes, ce qui sera refusé.

## Vie privée
En 1871, elle adopte une fille qu'elle nomma Nanni en hommage à sa mère Hannah. Elle s'occupa également des deux filles adoptives, Cornelia et Susie, de sa sœur Sarah Ellen.
Emily Blackwell était la compagne de la doctoresse Elizabeth Cushie. Les deux femmes on vécu, voyagé et exercé la médecine ensemble jusqu'à sa mort.

## Référence
1. ↑  "Dr. Emily Blackwell." Consulté le 23 octobre 2013.
2. 1 2 3 4 5 6  (en) European immigrant women in United States : a biographical dictionary, New York, New York : Garland Pub., 1994, 392 p., p. 28
3. 1 2  (en) « Emily Blackwell | Biography & Facts | Britannica », sur Encyclopædia Britannica (consulté le 3 décembre 2021)
4. ↑  (en) « Elizabeth Blackwell (1821-1910) » (consulté le 16 novembre 2016).